# Lucien Bernot
Pour les articles homonymes, voir Bernot.
Lucien Bernot, né à Gien (Loiret) le 2 décembre 1919 et mort le 14 juillet 1993  à Brantes (Vaucluse), est un ethnologue français. Il fut professeur au Collège de France, titulaire de la chaire de « Sociographie de l'Asie du Sud-Est » de 1978 à 1985.

## Biographie
Lucien Bernot est issu d'une famille rurale. Il commence sa vie professionnelle à 14 ans comme apprenti-typographe. À la Libération, se trouvant en région parisienne, il devient auditeur libre au cours de chinois de l'École nationale des langues orientales vivantes. Le diplôme obtenu lui offre une équivalence avec le baccalauréat. Parallèlement à son activité de typographe et son cursus en chinois, il fréquente le musée de l'Homme, où il rencontre André Leroi-Gourhan. Celui-ci l'incite à s'inscrire en ethnographie à l'École pratique des hautes études. Il y étudie le tibétain et en 1946, il se voit confier un premier poste au Département d'Asie du musée, où il doit classer les collections tibétaines.
En 1949, sur les conseils de Claude Lévi-Strauss, il est le premier ethnologue à mener, en collaboration avec un psychologue, une enquête de terrain en France, auprès des paysans et artisans verriers d'une commune de la vallée de la Bresle, Nouville. Cette œuvre pionnière dans le domaine de l'ethnographie française a été le modèle de très nombreuses monographies villageoises.
Séjournant à plusieurs reprises au Pakistan oriental (1951-1952, 1959-1960), dans les collines à l'est de Chittagong, il y récolte le matériel nécessaire à sa thèse de doctorat. Celle-ci, défendue en 1965, s'intitule Les paysans arakanais du Pakistan oriental ; l'histoire, le monde végétal et l'organisation sociale des réfugiés Marma.
Figure importante de l'école française d'ethnologie, Lucien Bernot est successivement chargé de recherche au Centre national de la recherche scientifique (1947-1964), chargé de conférences (1961-1964), puis directeur d'études (1964-1978) à l'École pratique des hautes études-VIe section, chargé de cours à la Faculté des Lettres et Sciences humaines de l'Université de Nanterre (1964-1968), professeur invité à l'Université de Montréal (1969). En 1979, il est élu au Collège de France, titulaire de la chaire de sociographie de l'Asie du Sud-Est.
Son épouse, Denise Bernot, a été professeur de birman à l'Institut national des langues et civilisations orientales de 1960 à 1989.

## Œuvres
- Nouville, un village français (avec René Blancard), Travaux et Mémoires de l'Institut d'ethnologie, t. LVII, vii+447 p. : 1953. Réédition : Paris, Éditions des Archives Contemporaines, collection « Ordres sociaux », 1996, 448 p., présentation par Claude Lévi-Strauss et Françoise Zonabend  (ISBN 978-2-8844-9058-0)
- Les Khyang des Collines de Chittagong, matériaux pour l'étude linguistique des Chin (avec Denise Bernot), Cahiers d'ethnologie, de géographie et de linguistique (L 'Homme), Paris, PIon, 148 p : 1958
- Les Cak, contribution à l'étude ethnographique d'une population de langue loi, Paris, CNRS, RCP n. 61, deuxième série, Monographies I, 267 p : 1967
- Les paysans arakanais du Pakistan oriental, l'histoire, le monde végétal et l'organisation sociale des réfugiés Marma (Mog), Paris, Mouton, deux volumes, 793 p : 1967
- Langues et techniques, nature et société (avec Jacqueline M.C. Thomas), Paris, Klincksieck, deux volumes : t. 1, 400 p   (ISBN 978-2-252-01179-9), t. 2, 416 p   (ISBN 978-2-252-01180-5) : 1972
- Voyage dans les sciences humaines. Qui sont les autres ? (Recueil de comptes rendus des cours de Lucien Bernot au Collège de France), Paris, Presses Universitaires Paris-Sorbonne, collection Asie, 602 p : 2001  (ISBN 2-84050169-4)